# Ceruchus fuchsii
Ceruchus fuchsii is een keversoort uit de familie vliegende herten (Lucanidae). De wetenschappelijke naam van de soort is voor het eerst geldig gepubliceerd in 1911 door Wickham.